# 刘述周
刘述周（1911年—1985年），江苏靖江人，中华人民共和国政治人物。

## 生平
1931年在上海加入中国共产党。1932年任靖江县委书记。后在上海从事秘密交通、出版工作。1938年在八路军武汉办事处工作，到石友三部队任旅政治部主任。1939年调任重庆《新华日报》采访部主任。后任华中局党报《江淮日报》副总编。1941年调新四军政治部敌工部工作。后任淮海区党委敌工部长。苏浙区党委秘书长、民运部长。
第二次国共内战初期，到郝鹏举部任政治部副主任。后任华野特种兵纵队政治部主任、副政委，三野政治部秘书长。中共占领南京后，任南京市人民政府秘书长、南京市委秘书长兼统战部长。
1953调任担任中共中央华东局工业部副部长。1954年，当选第一届全国人民代表大会代表、上海市委统战部部长、副市长、候补市委书记、书记处书记兼市科委主任、中国科学院上海分院院长、交通大学校长、市外事领导小组组长、上海市第一、二、三届副主席。1965年夏任中央统战部副部长。1978年任中国科协党组副书记、副主席。1980年3月15日，中国科学技术协会第二次全国代表大会在北京召开，会议选出第二届全国委员会，其被选为副主席。